# Luc Hallade
Luc Hallade, né le 8 mai 1957 à Bichancourt (Aisne), est un haut fonctionnaire et diplomate français.
Il est ambassadeur de France aux Comores de 2008 à 2011 puis ambassadeur de France en République démocratique du Congo de 2011 à 2015. Depuis le 8 juillet 2019, il est ambassadeur de France au Burkina Faso.

## Carrière
Diplômé de Institut d'études politiques de Paris et ancien élève de l'École du Commissariat de la marine, ministre plénipotentiaire de première classe, il a été conseiller de coopération culturelle en République centrafricaine, en Côte d'Ivoire et au Congo, chef de la mission de coopération au Cameroun.
Il remplace Christian Job (décret du 16 juin 2008) comme ambassadeur de France auprès de l'Union des Comores.  Il prend ses fonctions le 1er juillet 2008 à Moroni. Il gère les secours français envoyés après le crash d'un avion de la compagnie Yemenia dans la nuit du 29 au 30 juin 2009, au cours duquel 152 passagers ont péri. Seule une jeune fille de 13 ans a survécu à l'accident.
Luc Hallade quitte les Comores le 1er juillet 2011 pour rejoindre Kinshasa en République démocratique du Congo au poste d'ambassadeur. Après avoir été ambassadeur délégué à la coopération régionale dans l'océan Indien à partir de 2015, il prend le poste d'ambassadeur à Ouagadougou au Burkina Faso en septembre 2019. En décembre 2022, le pouvoir en place dans le pays depuis septembre 2022 déclare l'ambassadeur persona non grata.

## Décorations
- Officier de l'ordre national du Mérite Il est promu officier par décret du 15 mai 2015[5]. Il était chevalier du 1er septembre 1999.
- Chevalier de la Légion d'honneur Il est élevé au grade de chevalier par décret du 10 avril 2009 pour récompenser ses 31 ans de services civils et militaires[6].